# Flakpanzer IV Ostwind
Flakpanzer IV Ostwind (Svenska "Lvkv IV Östvind"), kort Flakpz IV Ostwind eller bara Ostwind "som smeknamn" var en tysk luftvärnskanonvagn från andra världskriget byggd på Panzer IV-chassit. 
FLAK är en förkortning av Flieger Abwehr Kanone vilket betyder luftvärnskanon och PANZER är den tyska termen för stridsvagn.

## Utveckling
Flakpanzer IV Ostwind utvecklades som en ersättare för Flakpanzer IV Wirbelwind eftersom dess 2cm Flakvierling 38 ansågs sakna tillräcklig eldkraft mot nyare och snabbare attackflygplan.

## Egenskaper
Ett öppet sexsidigt torn med en 3,7 cm FlaK 43/1 L/60 placerades på ett chassi till en Panzerkampfwagen IV, till de flesta vagnarna som tillverkades använde man chassin från stridsvagnar som sänts tillbaka till fabriken för reparation.

## Varianter
En variant kallad Ostwind II förevisades i januari 1945, den ersatte 3,7 cm FlaK 43-pjäsen med en variant av 3,7cm Flakzwilling 43 där de båda piporna var monterade sida vid sida. Endast fem exemplar hann tillverkas innan Ostbaufabriken erövrades av Röda Armen.

## Bevarade exemplar
Inga bevarade exemplar verkar finnas.